# Natja Brunckhorst
Natja Brunckhorst (narozená 26. září 1966 v Berlíně jako Nadja Brunkhorst) je německá filmová herečka, známá zejména díky své roli Christiane F. v dramatickém snímku z drogového prostředí My děti ze stanice Zoo z roku 1981.
Natja odstartovala svou filmovou kariéru v patnácti letech. Po nečekaném úspěchu, jenž její první film získal, se stáhla z veřejného života a odjela studovat do Anglie. Po krátkém pobytu v Paříži se v roce 1987 vrátila zpět do Německa, aby mohla začít navštěvovat dramatickou školu v Bochumu. Od té doby pracuje pro film i televizi a objevila se například ve filmu Princezna a bojovník.
Z pětiletého vztahu s německým hercem Dominicem Raackem, trvajícího od roku 1988 do roku 1993, má Natja dceru Emmu (nar. 1991). V současnosti žije v Mnichově.

## Filmografie
- Princezna a bojovník (Krieger und die Kaiserin, Der, 2000)
- "OP ruft Dr. Bruckner - Die besten Ärzte Deutschlands" (TV seriál) (1998)
- Dumm gelaufen (1997)
- Kalte Küsse (TV film) (1997)
- Rendezvous (1997)
- Virus X - Der Atem des Todes (TV film) (1997)
- Alles außer Mord - Y.?17 (TV film) (1995)
- Fast perfekte Liebe, Eine (TV film) (1995)
- Pack mich (1995)
- Verletzte Lächeln, Das (1995)
- „Komissarin, Die“ (TV seriál) (1994)
- Skrupellosen – Hörigkeit des Herzens, Die (TV film) (1993)
- Babylon – Im Bett mit dem Teufel (1992)
- Tiger, Löve, Panther (TV film) (1989)
- "Fuchs, Der" (TV film) (1989)
- Kinder aus Stein (TV film) (1987)
- Querelle (TV film) (1982)
- My děti ze stanice Zoo (Christiane F. - Wir Kinder vom Bahnhof Zoo, 1981)